# Objectfinanciering
Objectfinancieringen is een verzamelterm voor (zakelijke) financieringen waarbij de investering in directe relatie staat met de financiering.
De investeringen (objecten) worden per object door financieringsmaatschappijen gefinancierd. Bij elke nieuwe investering heeft de geldlener weer opnieuw een keuze uit verschillende geldaanbieders, waarbij deze investering dient als zekerheid (onderpand) voor de betreffende financiering. Dit in tegenstelling tot financiering door een bank, waarbij de zekerheden dienen tot zekerheid van alle financieringen die door deze bank zijn verstrekt.  
Het voordeel van objectfinancieringen zijn ruimere financieringsmogelijkheden en een beperkte afhankelijkheid van een bank. Het nadeel is dat een bedrijf met meerdere financieringsmaatschappijen relaties onderhoudt, wat minder efficiënt werkt. Dit nadeel kan worden ondervangen door gebruik te maken van intermediairs die een pakket aan objectfinancieringen kunnen aanbieden. 
Vormen van objectfinancieringen zijn: vastgoedfinanciering (onroerend goed), financial en operational lease (bedrijfsmiddelen zoals auto's, machines e.d.), factoring (debiteurenfinanciering), voorraadfinanciering en import- en exportfinancieringen.